# 罗贝科帕韦塞
罗贝科帕韦塞（義大利語：Robecco Pavese），是意大利帕维亚省的一个市镇。总面积6.92平方公里，人口566人，人口密度81.8人/平方公里（2009年）。国家统计（ISTAT）代码为018124。